# Dobrá Voda, Žďár nad Sázavou
Dobrá Voda là một làng thuộc huyện Žďár nad Sázavou, vùng Vysočina, Cộng hòa Séc.